# Антс Ескола
Антс Ескола (ест. Ants Eskola), до 1935 Ґергардт Есперк (ест. Gerhardt Esperk; 17 лютого 1908, Таллінн — 14 грудня 1989, Таллінн) — естонський і радянський актор та співак. Заслужений артист Естонської РСР (1954). Народний артист Естонської РСР (1957). Народний артист СРСР (1964).
З 1930 по 1989 рік він знявся у 25 фільмах.
Брат: Олев Ескола (1914—1990) — естонський і радянський актор. Заслужений артист Естонської РСР (1957).

## Фільмографія
- «Життя в цитаделі» (1947)
- «Світло в Коорді» (1951)
- «Сліди на снігу» (1955, диверсант)
- «Справа Румянцева» (1955, Прус, завідувач дитячим магазином, розкрадач)
- «Михайло Ломоносов» (1955, Георг Вільгельм Рихман)
- «На повороті» (1957)
- «Пустотливі повороти» (1959)
- «Новий нечистий з пекла» (1964, Хитрий Антс)
- «Супернова» (1965, професор Канне (дубляж: Арон Подгур)
- «Їм було вісімнадцять» (1965, Ліннус, шкільний інспектор (озвучив Олег Мокшанцев)
- «Що трапилося з Андресом Лапетеусом?» (1966, Юрвен (дублював - Юхим Копелян )
- «Посол Радянського Союзу» (1969, міністр закордонних справ королівства (озвучування — Юхим Копелян)
- «Дон Жуан в Талліні» (1971, дон Оттавіо)
- «Людина в прохідному дворі» (1971, Мартін Мягер, сусід Буша; Кіностудія імені Олександра Довженка)
- «Останній рейс „Альбатроса“» (1971, Карл Буга)
- «Вид на проживання» (1972, комісар поліції)
- «Адреса вашого дому» (1972, Павло Максимович; Кіностудія імені Олександра Довженка)
- «Зламана підкова» (1973, Мягі)
- «Здобудеш у бою» (1975)
- «Діаманти для диктатури пролетаріату» (1975, Хейно Маршан)
- «Школа пана Мауруса» («Indrek») (1975, Маурус (дублював Олексій Консовський)
- «Суворе море» («Karge meri») (1981) та ін.